# Попов Єгор Павлович
Єгор (Ігор) Павлович Попов (англ. Egor P. Popov; 19 лютого 1913, Київ — 19 квітня 2001, Берклі, Каліфорнія) — американський інженер-будівельник українського походження, професор.
Галуззю його інтересів були морські бурові платформи, проблеми сейсмостійкості конструкцій, трубопроводів та мостів. Підручники Попова з механіки твердих тіл були перекладені з англійської іспанською, португальською, японською, іврит, турецькою, перською, індонезійською та корейською мовами, ставши класичними для студентів по всьому світу.

## Біографія
Народився 6 (19) лютого 1913 року в місті Києві, Російська імперія, в родині лікарів Павла Попова (професор Київського університету, двоюрідний брат Олександра Попова) та Зої Дерябіної; у сім'ї був ще один син — Микола, молодший брат Ігоря. Батько Ігоря був призваний на фронт Першої світової війни, служив лікарем на території сучасної Білорусії. Через близькість бойових дій його родина переїхала до Пензи. З початком революцій 1917 року батько повернувся до батьківського будинку в Пермі, куди прибула його дружина з дітьми. У роки Громадянської війни Павло Попов працював у медичному поїзді, що належав Білому руху та обслуговував поранених солдатів на Транссибі. Його сім'я жила з ним у 1918—1919 роках просто у вагоні. Після перемоги Червоної армії родина Попових потрапила до Маньчжурії в 1921 році. У Китаї батько знайшов роботу лікаря у місті Хайларі, а потім у місті Прикордонному, де Ігор Попов уперше пішов до школи.
Потім у 1924 році Попови опинилися в Харбіні, де Ігор отримав знання німецької та англійської мов. У 1927 році Попови перебралися до США, оселившись у місті Сан-Франциско.
У 14-річному віці Ігор вступив до Політехнічної школи. Коли настав час отримувати особисті документи, американські чиновники переінакшили його ім'я, і він став Єгором замість Ігоря. Навчання він продовжив на безоплатній основі у Каліфорнійському університеті в Берклі, який тоді підтримувався державою. З 1929 по 1933 роки навчався на інженера-будівельника. За порадою професора Гардінга Ігор вирішив продовжити навчання, отримавши в 1934 році стипендію від Массачусетського технологічного інституту, де одержав освітній ступінь магістра, досліджуючи підвісні мости. В 1935 році Єгор Попов отримав стипендію від Каліфорнійського технологічного інституту, де навчався до 1937 року.
З 1937 року Ігор Попов розпочав трудову діяльність у фірмах Fullerton, EF Rudolph та інших компаніях, спеціалізуючись на питаннях сейсмостійкості, що було актуально для Каліфорнії. Він став першопрохідцем у цій галузі знань.
У 1946 році він отримав ступінь доктора в Стенфорді і того ж року став викладачем університету Берклі, читаючи курси механіки студентам будівельних спеціальностей. 1953 року Попов став професором.
Паралельно брав участь у великих інженерних проєктах, серед яких міст між Сан-Франциско та Оклендом, музей сучасного мистецтва в Сан-Франциско, Трансаляскинський нафтопровід (довжина 1288 км). Попов працював також для NASA у Х'юстоні.
Помер 19 квітня 2001 року у лікарні Каліфорнії від серцевого нападу. У нього залишилися діти: Катерина, Олександр та шестеро онуків.

## Заслуги
- Член Національної інженерної академії за внесок у механіку твердих тіл, 1976.
- Медаль Говарда від Американського товариства цивільних інженерів, 1976 р.
- Медаль Джеймса-Кроеса за роботу «Eccentrically braced steel frames for Earthquakes», 1979.
- Медаль Натана Ньюмарка за внесок у науку, 1981 р.
- Медаль Джеймса-Кроеса за роботу «Seismic behavior of structural sub-assemblages», 1982.
- Почесний член Американського товариства цивільних інженерів, 1986.
- Медаль Нормана за роботу «Inelastic response of tubular steel offshore towers», 1987.
- Медаль Дж. Хоуснер від Інституту досліджень землетрусів, 1999.
- Премія за досягнення від Американського інституту сталевих конструкцій, 1999 р.
- Член американських національних списків «Who's who in America», «Who's who in the West», «Who's who in Engineering», «Men of Achievement» та інших.